# Roberto Rosetti
Roberto Rosetti (Torino, 18 settembre 1967) è un ex arbitro di calcio e dirigente arbitrale italiano, presidente della Commissione Arbitri della UEFA.

## Biografia
Sposato, ha due figlie. 
Nonostante sia spesso indicato come chinesiologo o fisioterapista, in realtà risulta iscritto all'albo unico nazionale dei promotori finanziari dall'8 aprile 2008.
È tra gli arbitri protagonisti di Kill the Referee, documentario girato durante il campionato d'Europa 2008.

## Carriera
Ex centrocampista di squadre dilettantistiche quali Pozzostrada e Cenisia, iniziò ad arbitrare all'età di 16 anni su proposta di un amico del padre.
Arbitrò la prima partita in Serie B all'età di 29 anni, il 31 agosto 1997 (Chievo-Reggina 1-0). In Serie A debuttò trentenne, il 19 aprile 1998, dirigendo Napoli-Sampdoria (0-2). In quello stesso anno, fu insignito del "Premio Giorgio Bernardi", destinato al miglior giovane arbitro debuttante in Serie A.
Al termine della stagione 2009-2010 aveva diretto 189 partite in massima serie, tra cui numerose "classiche", come cinque derby di Milano, tre derby di Roma, quattro derby della Lanterna, quattro Inter-Roma, quattro Milan-Roma e lo spareggio-promozione dalla Serie B del 2004 tra Fiorentina e Perugia.
Esordì in campo internazionale arbitrando la partita Tunisia-Camerun (1-0) dell'11 gennaio 2002. Il 10 maggio 2002 diresse anche la finale del campionato europeo Under-17 tra Francia e Svizzera, finita 0-0 sul campo e 4-2 ai rigori per gli elvetici.
Il 22 maggio 2005 arbitrò la partita Lazio-Fiorentina, durante la quale al 30' del primo tempo, sull'1-1, il difensore della Lazio Zauri deviò con la mano, sulla linea, una palla calciata da Jørgensen, ma il fallo di mano, considerato evidente, non fu fischiato da Rosetti.
A distanza di tempo e anche a seguito dello scandalo Calciopoli, l'episodio diventò particolarmente sospetto; Rosetti disse, però, che gli era sembrato un tocco di testa, riconoscendo l'errore. Nel 2006, nell'ambito dello scandalo Calciopoli, vennero rese note alcune intercettazioni telefoniche tra la dirigenza della Fiorentina (Diego Della Valle e Sandro Mencucci) e quella che fu giornalisticamente chiamata "cupola" (Luciano Moggi, Paolo Bergamo, Innocenzo Mazzini). Il tentativo palese fu quello di accordarsi sul risultato delle ultime due partite di campionato (tra cui quella del 22 maggio 2005, proprio per il risultato di 1-1) al fine di salvare la Fiorentina dalla retrocessione. Rosetti non fu mai coinvolto nel processo di Calciopoli in quanto il fatto rappresentò la prova della sua buona fede.
Arbitro internazionale dal 2002, fu designato riserva dalla FIFA per il campionato del mondo 2006, diventando poi titolare poiché alcuni degli arbitri e assistenti selezionati non superarono i rigidissimi test atletici (in particolare le terne guidate dal greco Kyros Vassaras e dallo spagnolo Manuel Enrique Mejuto González). Con il ritiro dell'autorizzazione da parte della FIGC all'arbitro Massimo De Santis per lo scandalo-intercettazioni che ha coinvolto il calcio italiano a maggio 2006, fu l'unico arbitro italiano presente al campionato del mondo 2006, dove diresse quattro partite (Messico-Iran, Argentina-Serbia e Montenegro, Paraguay-Trinidad e Tobago, e l'ottavo di finale Francia-Spagna), stabilendo un record per un arbitro italiano.
Fu direttore di gara in tre finali di Coppa Italia, di cui una con la sperimentazione del doppio arbitro: nella finale di Coppa Italia 1999-2000 tra Inter e Lazio la partita fu arbitrata in coppia da Roberto Rosetti e Gianluca Paparesta; le altre due finali dirette furono quella di Coppa Italia 2002-2003 tra Milan-Roma e quella di Coppa Italia 2008-2009 tra Lazio-Sampdoria.
Ha diretto inoltre una finale di Supercoppa italiana (nel 2007 Inter-Roma).
In quegli anni a livello internazionale vanta la direzione della finale del campionato mondiale Under-20 del 2003, tra Spagna e Brasile, disputatasi il 19 dicembre 2003 ad Abu Dhabi, e la partecipazione al torneo FIFA Confederations Cup nel 2005.
Rappresentò la FIGC in occasione del campionato d'Europa 2008, essendo tra i dodici arbitri selezionati per la competizione. Fu designato per dirigere la partita inaugurale del torneo Svizzera-Rep. Ceca, disputatasi a Basilea il 7 giugno 2008, e per Grecia-Russia, partita valida per la seconda giornata del gruppo D. La terza designazione per l'arbitro torinese fu il quarto di finale tra Croazia-Turchia. A coronamento di ottime prestazioni, anche beneficiando della sopravvenuta eliminazione della nazionale italiana, la UEFA lo giudicò il migliore del campionato europeo e il 23 giugno lo designò per dirigere la finale, Germania-Spagna, disputata il 29 giugno 2008 a Vienna e vinta dagli iberici: divenne così il primo arbitro a dirigere l'incontro di apertura e quello di chiusura della manifestazione continentale.
Nel 2008 fu eletto rappresentante degli arbitri in attività, sostituendo così Stefano Farina, dismesso per raggiunti limiti di età. Rosetti avrebbe dovuto mantenere tale ruolo fino alla fine del quadrienno olimpico, ma, con la fine della sua attività sui campi, l'incarico passò a Nicola Rizzoli.
Il 5 gennaio 2009 fu giudicato dalla IFFHS miglior arbitro dell'anno per il 2008, conquistando lo stesso premio vinto per 6 anni di seguito da Pierluigi Collina.
Nel settembre 2009 venne convocato, per la seconda volta, al Campionato mondiale di calcio Under-20 in programma in Egitto, il 10 ottobre diresse il quarto di finale Brasile-Germania e, poco più di un mese dopo, il 18 novembre, gli venne affidata la gara di ritorno dello spareggio per l'accesso ai Mondiali 2010 a Zenica tra Bosnia ed Erzegovina e Portogallo.
Nel dicembre 2009 venne chiamato a dirigere in occasione della Coppa del mondo per club 2009, ospitata negli Emirati Arabi Uniti, come unico rappresentante europeo, affiancato dagli assistenti Stefano Ayroldi e Cristiano Copelli. Nel corso della manifestazione gli venne assegnata la semifinale tra i sudcoreani del Pohang Steelers e gli argentini dell'Estudiantes (LP).
Vanta la direzione di tre semifinali di fila di UEFA Champions League: Chelsea-Liverpool nel 2008; Arsenal-Manchester United nel 2009 e Bayern Monaco-Olympique Lyonnais nell'aprile 2010.
Partecipò al campionato del mondo 2010, essendo stato ufficialmente selezionato dalla FIFA insieme agli assistenti Stefano Ayroldi e Paolo Calcagno. La sua prima designazione nel torneo fu la gara Ghana-Australia, valida per la seconda giornata della fase a gruppi; successivamente fu scelto per dirigere l'ottavo di finale Argentina-Messico, nel quale, nell'azione del primo gol argentino, Tévez si trovava in evidente fuorigioco, ma l'assistente Ayroldi non se ne avvide e un successivo consulto tra lui e Rosetti non portò alla corretta decisione. A causa di questo errore la FIFA escluse la terna dal campionato del mondo assieme a quelle capitanate da Busacca, Larrionda, Lannoy e Coulibaly.
In campo nazionale il 3 luglio 2010, con la scissione della CAN A-B in C.A.N. A e C.A.N. B, fu inserito nell'organico della C.A.N. A, ma l'8 luglio decise di ritirarsi dall'attività con due anni di anticipo, diventando designatore della C.A.N. B. Si ritirò dopo aver vinto l'Oscar del calcio AIC, il premio assegnato dall'Associazione Italiana Calciatori al migliore arbitro del campionato, nel 2006, 2007, 2008 e 2009, dopo sei nomination consecutive che lo avevano classificato sempre fra i migliori tre arbitri italiani.
Il 28 giugno 2011 fu nominato capo degli arbitri della massima divisione del campionato russo dal presidente della Federazione calcistica della Russia Sergeij Fursenko.
Nel 2011 uscì la sua autobiografia Nessuno parla dell'arbitro, per Add Editore.
Nel dicembre 2013 lasciò l'incarico in Russia dichiarando di aver raggiunto l'obiettivo per il quale era stato assunto e pertanto dimettendosi per fare ritorno in Italia.
Il 4 luglio 2014 fu resa nota la sua nomina a designatore della C.A.N. PRO. Il 3 luglio 2015 si dimette da quest'incarico per andare a vivere all'estero con la famiglia.
Dall'ottobre 2016 è responsabile italiano del progetto VAR.
È stato responsabile per la FIFA del progetto VAR per il campionato del mondo 2018.
Il 1º agosto 2018 ha sostituito Pierluigi Collina nel ruolo di presidente della Commissione Arbitri della UEFA, dopo le dimissioni del connazionale dalla carica.